# Frank Macaskie
Francis Gilbert MacAskie (* 1912; † 1951 in Middlesex) war ein britischer Journalist, der während des Zweiten Weltkrieges an der koordinierten Machtübergabe der Wehrmacht an britische Truppen in Griechenland maßgeblich beteiligt war.

## Leben
Frank Macaskie war der Sohn von Thomas Septimus Macaskie (1869–1934), einem Onkel von Nicholas Lechmere Cunningham Macaskie (1881–1967)
Am 9. März 1940 wurde er zum Royal Leicestershire Regiment eingezogen. Zunächst im 1 / 5th Bn und anschließend im 2nd Leicesters.
1941 wurde er bei der Schlacht um Kreta von der Wehrmacht verwundet, gefangen genommen und entwich nach Kairo, wo er Special Operations Executive MO4 unter dem Rechtsanwalt Colonel George A. Pollock ab  15. August 1941 Terence Maxwell, August 1942 and Lord Glenconner Ende 1943 Major General William Stawell wurde und den anglophonen Widerstand in Griechenland betreute.
Er wurde von einem U-Boot vor dem von Italien besetzten Griechenland ausgesetzt, dreimal gefangen genommen und entwich zweimal.
Mit Alexis Ladas als Dolmetscher kam er im November 1941 an, im folgenden Februar 1942 wurden beide auf ihrer Rückreise von den Italienern auf der Insel Kythnos gefangen genommen. 1943, bei seinem dritten Fluchtversuch, tötete er einen Deutschen und wurde zum Tod verurteilt. Pius XII. intervenierte und seine Freilassung war ausgehandelt, bevor die Deutschen das Gefangenenlager übernahmen, in dem er sich befand.
1944 wurde er mit einem Fallschirm über Griechenland abgesetzt und organisierte die Flucht von rund 250 alliiertem Gefolge.
Am 26. März 1944 wurde er mit dem Military Cross mit zwei silbernen Spangen auf dem Ordensband für galante und angesehene Dienste im Nahen Osten ausgezeichnet.
Vom 16. Juni 1944 bis 1945 war Alfred Martin Escher Verweser an der Schweizer Botschaft im von der Wehrmacht besetzten Athen. Durch einen Brief von Frank Macaskie initiiert, koordinierte Escher den Besatzungsübergang von der Wehrmacht auf die Anglo-Amerikanischen Truppen in Griechenland, womit eine Machtübernahme durch die ELAS verhindert wurde.
Am Donnerstag, 12. Oktober 1944 übernahm er mit 10 Soldaten aus der Einheit von George Jellicoe, 2. Earl Jellicoe das Kommando von Maximilian von Weichs in Athen.
1944 war er Korrespondent des The Daily Telegraph in Athen.
Von 1945 bis 1946 war er Verbindungsoffizier zu Erzbischof Damaskinos Papandreou während dessen Regentschaft in Griechenland.
Am 14. November 1946 nahm er seinen Abschied von der British Army und wurde Balkankorrespondent von The Times, zunächst in Athen.